# Heinrich Karl Schumann
Heinrich Karl Schumann (* 8. Dezember 1806 in Münster; † 8. Januar 1875 ebenda) war ein preußischer Generalmajor.

## Leben

### Herkunft
Heinrich war ein Sohn des Feldwebels Karl Schumann (* 1764) und dessen Ehefrau Anna, geborene Meyer.

### Militärkarriere
Schumann trat am 8. Dezember 1823 als Füsilier in das 13. Infanterie-Regiment der Preußischen Armee ein und avancierte bis Ende Juli 1825 zum Sekondeleutnant. Von 1827 bis 1843 war er als Lehrer an die Divisionsschule der 14. Division kommandiert und stieg im Januar 1838 zum Premierleutnant auf. Am 23. Januar 1844 erfolgte unter Beförderung zum Hauptmann die Ernennung zum Kompaniechef. Am 26. September 1844 kehrte er als Direktor in die Divisionsschule zurück. Im Jahr 1846 erhielt er die lippe-detmoldische Verdienstmedaille. Am 15. Februar 1851 wurde er Major und als Kommandeur des II. Bataillons im 29. Landwehr-Regiment nach Andernach versetzt. Daran schloss sich am 21. Juni 1856 eine Verwendung als Kommandeur des II. Bataillons im 35. Infanterie-Regiments sowie Mitte Oktober 1856 seine Beförderung zum Oberstleutnant an. Schumann wurde am 22. November 1856 unter Stellung à la suite mit der Führung des 16. Infanterie-Regiments beauftragt. Mit der Beförderung zum Oberst wurde er am 31. Mai 1859 zum Regimentskommandeur ernannt. Unter Verleihung des Roten Adlerordens II. Klasse mit Eichenlaub erhielt Schumann am  13. Mai 1861 seinen Abschied mit Pension und der Genehmigung zum Tragen seiner Regimentsuniform.
Für die Dauer der Mobilmachung anlässlich des Deutschen Krieges wurde er 1866 als Kommandeur der stellvertretenden 25. Infanterie-Brigade wiederverwendet. Am 3. Januar 1867 erhielt er den Charakter als Generalmajor. Auch bei der Mobilmachung anlässlich des Krieges gegen Frankreich fungierte er wieder als Kommandeur der stellvertretenden 25. Infanterie-Brigade. Am 3. Juni 1871 wurde er von dieser Stellung entbunden und Mitte Oktober 1871 mit dem Kronen-Orden II. Klasse ausgezeichnet. Anschließend wurde er mit Pension zur Disposition gestellt.